# Schneller als der Tod (1925)
Schneller als der Tod ist ein deutscher Sensations- und Abenteuer-Stummfilm-Liebesdrama aus dem Jahre 1925 von und mit Harry Piel  in der Hauptrolle. Den weiblichen Gegenpart spielt Dary Holm, Piels Ehefrau.

## Handlung
Eigentlich sollte Harry Piel einer beruflichen Verpflichtung nachkommen und bei seinem Verleger Ricold ein dringend erwartetes Romanmanuskript abgeben. Da Piel dazu aber keine Lust hat (und ihm offensichtlich auch nichts Gescheites einfällt), treibt er sich lieber zu seinem Vergnügen an der Riviera herum. Vor Ort lernt er die junge Witwe Dagmar Parker kennen. Man kommt ins Gespräch, und so erfährt Harry, dass der nicht gerade unvermögende und vor kurzem verstorbene Gatte der Schönen, Edward Parker, sie gebeten habe, nach seinem Sohn zu forschen, den er einst verstoßen hatte. Piel verspricht dabei zu helfen. Tatsächlich meldet sich ein junger Mann, der vorgibt, eben jener Sohn zu sein, doch Harry Piel bleibt ebenso misstrauisch wie wachsam. 
Über die Gesellschafterin von Frau Parker findet die Spürnase heraus, dass es sich bei dem angeblichen Sohn vermutlich sogar um den Mörder des Parker-Gatten handelt, der nunmehr auch Dagmar nach dem Leben trachtet, um das ganze Erbe für sich allein zu haben. Schließlich kommt Piel zu Ohren, wie der Schurke seine Schandtat auszuführend gedenkt: Er hat eine Bombe gebastelt, die er an der Parker’schen Yacht befestigte. In atemberaubendem Tempo rast Harry daraufhin mit Frau Parker in seinem Auto zur Küste, um die tödliche Gefahr, die auf der Yacht lauert, auszuschalten. Harry springt in ein Motorboot, schwimmt den Rest zum Schiff, klettert rauf und demontiert die Höllenmaschine, ehe diese explodieren kann. Harry Piel ist schneller als der Tod und wirft die Bombe ins Meer, wo sie explodiert. Nun hat Piel nicht nur eine neue Liebe, sondern auch gleich noch einen tollen Romanstoff gefunden, den er guten Gewissens seinem Verleger Ricold vorlegen kann.

## Produktionsnotizen
Schneller als der Tod entstand 1924/25 in Frankreich, wo der Film unter dem Titel “Face à mort” anlief. Der Film passierte die deutsche Filmzensur am 27. März 1925 und wurde am 11. April desselben Jahres in Berlins Alhambra-Kino erstaufgeführt. Der mit Jugendverbot belegte Siebenakter besaß eine Länge von 2205 Meter. Eine österreichische Premiere ist um den 20. März 1925 nachweisbar.
Für die französischsprachigen Darsteller wurde Piel ein muttersprachlicher Co-Regisseur namens Gérard Bourgeois zur Seite gestellt. Die Filmbauten entwarf Fritz Kraencke.

## Kritiken
Das Kino-Journal urteilte: “Eine grandiose Schlußspannung macht die letzten Akte dieses Films zu einer besonderen Sehenswürdigkeit: eine wahnsinnige Autofahrt, in prachtvollen Aufnahmen festgehalten, mit Harry Piel am Steuer. (…) Die bei dieser Gelegenheit gezeigten Bilder können den Vergleich mit den besten amerikanischen Bildern dieses Genres vertragen.”
Der Filmbote befand: “Der Film birgt im Rahmen einer ungemein spannenden Handlung die unglaublichsten Sensationsleistungen, die von Harry Piel … in einer Weise ausgeführt werden, die manchmal den Atem stocken läßt.”
In Der Tag war folgendes zu lesen: „Der Film ist nach Erlebnis, Szenerie und durch die halsbrecherischen Künste Harry Piels eine Sensation“.